# Ilse von Twardowski-Conrat
Ilse Beatrix Amalia von Twardowski-Conrat, geboren als Ilse Cohn (Wenen, 20 januari 1880 – München, 9 augustus 1942), was een Oostenrijks beeldhouwster.

## Leven en werk
Haar ouders waren de Joodse koopman Hugo Conrat (2 juni 1845 – 22 maart 1906) en zijn vrouw Ida (1857 - 1938). Haar vader bekeerde zich in 1882 met zijn gezin tot het protestantisme en veranderde hun namen van Cohn in Conrat. Zus Erica Tietze-Conrat werd de eerste Oostenrijkse kunsthistorica die een doctoraat kreeg. Botanicus en microbioloog Ferdinand Cohn (1828-1898) was haar oom.
Naast koopman was haar vader muziekliefhebber en hij kende veel artiesten uit zijn tijd. Het huis van haar ouders was een ontmoetingsplaats voor kunstenaars, onder wie Johannes Brahms, Ferruccio Busoni, Alexander von Zemlinsky, Fernand Khnopff en beeldhouwer Charles Van der Stappen.
Conrat kreeg aanvankelijk thuisonderwijs. In 1896 ging ze naar een meisjesgymnasium voor haar matura. Daarnaast kreeg ze privéles van Josef Breitner. Van 1898 tot 1901 verbleef ze in Brussel, waar ze werd opgeleid door Van der Stappen.
Vanaf 1897/1898 maakte ze haar eerste ontwerpen voor een buste van Brahms (thans opgenomen in de collectie van het Johannes Brahms-Museum in Hamburg) en portretbustes van onder anderen Elisabeth in Beieren, Theodor Gomperz, Alma Mahler-Werfel en Karl Wolfskehl.
Vanaf 1901 nam ze deel aan internationale tentoonstellingen in München. Ze ontving daar een gouden medaille voor haar werk Nasse Haare. Van 1902 tot 1905 nam ze deel aan tentoonstellingen met de Wiener Secession. In 1905 nam ze eveneens deel aan de Biënnale van Venetië. Ook kreeg ze in die periode opdrachten voor portretten en grafmonumenten:
- 1902 Marie Boßhart-Demergel, familie Gerhardus, op het Evangelischer Friedhof Matzleinsdorf;
- 1903 Brahms, Weense Algemene Begraafplaats (met medewerking van de Brusselse architect Victor Horta).

In 1907 was ze vertegenwoordigd in een collectieve tentoonstelling in Galerie Miethke (Wenen) en in 1908 maakte ze het bronzen monument Der veredelnde Gärtner voor haar oom en een monumentale bank voor het Südpark in Breslau.
Van 1910 was ze vicepresident van de Vereinigung bildender Künstlerinnen Österreichs (VBKÖ) en medeorganisator van de overzichtstentoonstelling Vrouwelijke kunst (1910-1911 in het Secessionsgebouw in Wenen). Datzelfde jaar huwde ze met de Pruisische officier Ernst August Dobrogast von Twardowski (1849-1928) - ze was zijn tweede vrouw. Tot 1914 reisde ze met hem door het Verre Oosten en Europa en ze behaalde in dat jaar groot succes op de Romeinse jaartentoonstelling met de bronzen sculpturenfontein Wäscherinnenbrunnen, die werd aangekocht door Margaretha van Savoye.
In 1917 ontwierp ze het graf van de familie Twardowski op de begraafplaats Invalidenfriedhof in Berlijn (thans verdwenen). Datzelfde jaar nam ze een baan aan in porceleinfabriek Allach. Hier maakte ze onder andere vazen, kleine sculpturen, dierfiguren en haarden. Daarnaast maakte ze grote figuren en sculpturen, zoals Die Namenlosen, dankzij het mecenaat van Ilse Leembruggen, dochter van Leopold von Lieben. Tussen 1918 en 1934 werden de werken getoond op vele tentoonstellingen in München, Berlijn, Hamburg, Londen en Parijs. Haar echtgenoot overleed in 1933 en na de machtsovername van 1935 werd ze uit de Reichskammer der bildenden Künste gezet. Ze koos voor de innerlijke emigratie, vernietigde talrijke werken en verhuisde naar Trudering-Riem. Toen ze in 1942 dreigde gedeporteerd te worden, pleegde ze zelfmoord.

## Privéleven
Met haar echtgenoot kreeg ze op 15 juni 1920 een dochter: Elisabeth Maria (Ivo).

## Galerij

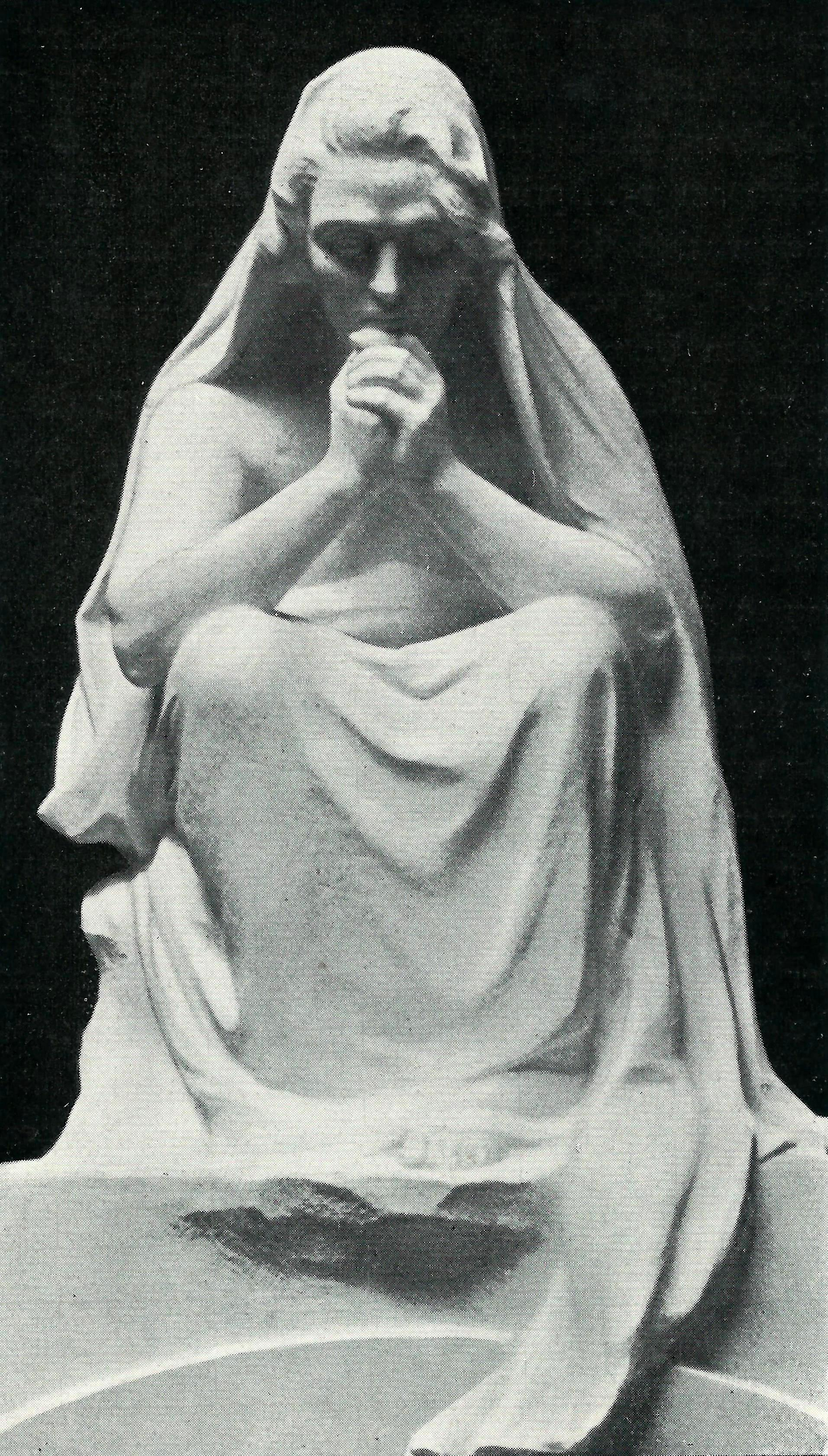
Familiegrafbeeld (vóór 1906)
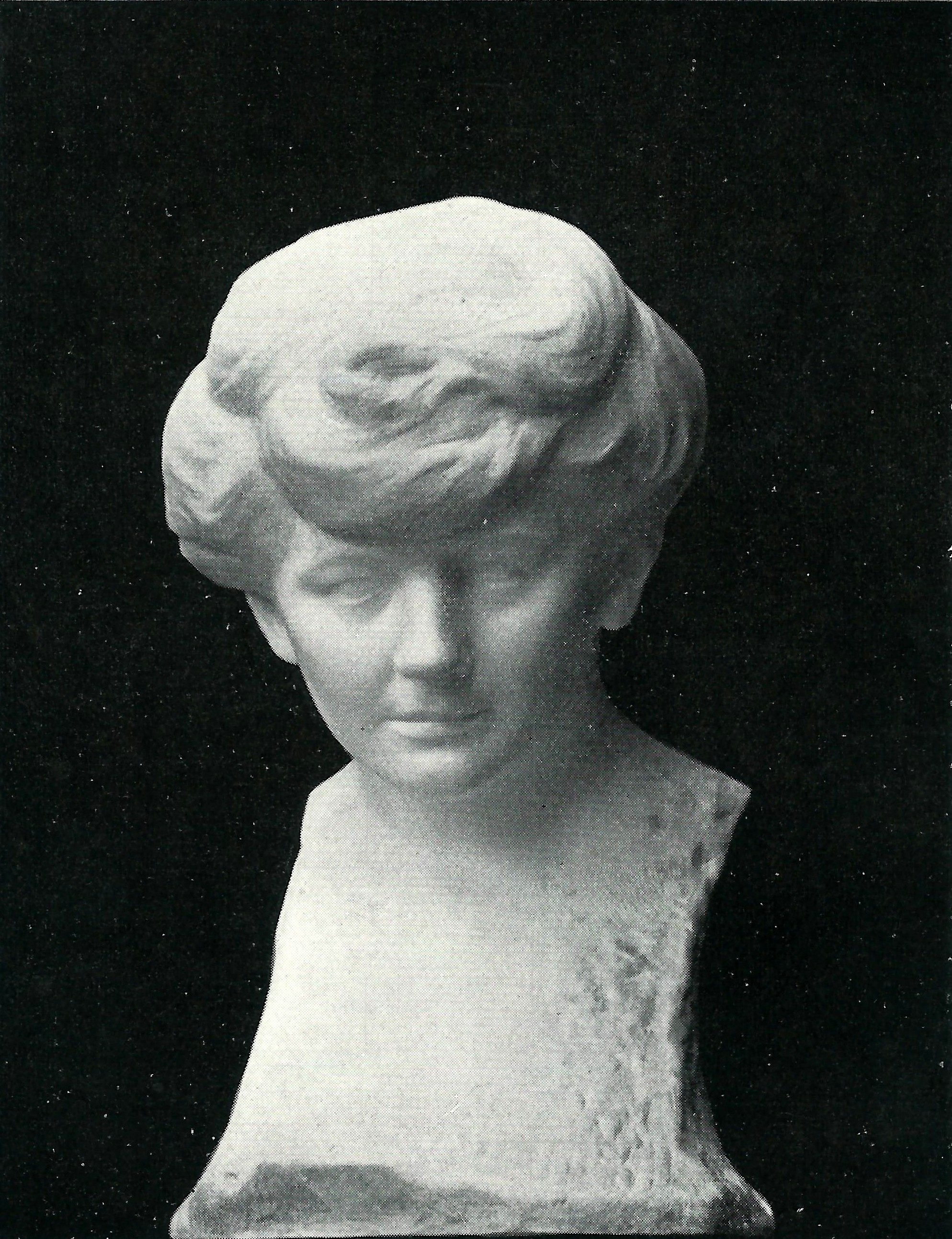
Bildnisstudie (1906)
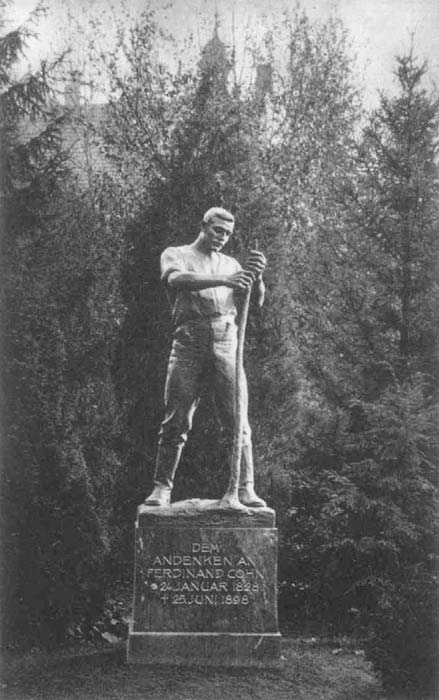
Grafbeeld Ferdinand Cohn in Breslau (1908)
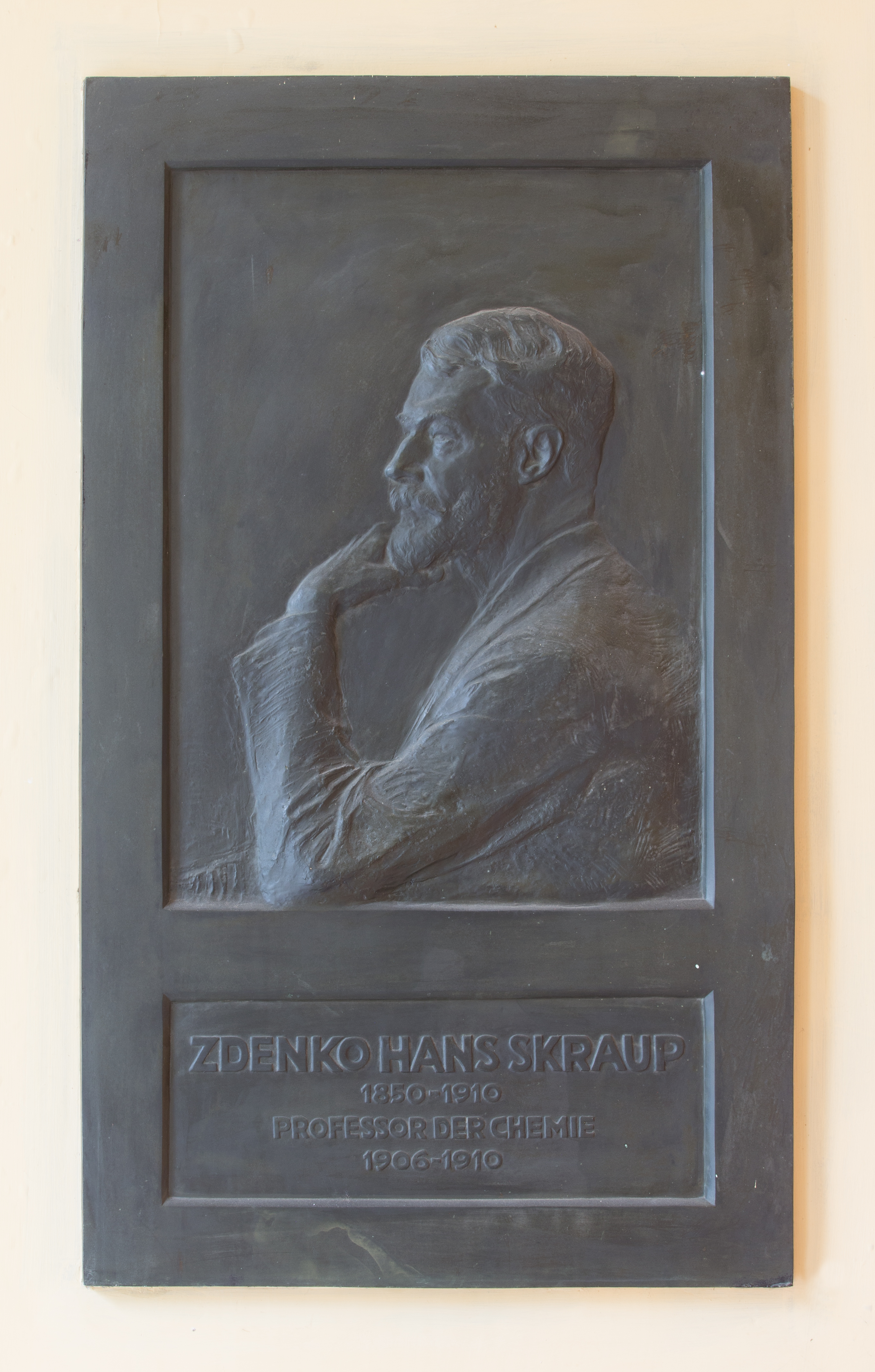
Reliëf op het Arkadenhof, Universiteit van Wenen (1920)